# Воаканга
Воаканга (лат. Voacanga) — род растений семейства Кутровые, произрастающих в Тропической Африке, на Мадагаскаре, Малайзии и Квинсленде (Австралия).

## Синонимы
- Dicrus Reinw. ex Blume (1823)
- Orchipeda Blume (1826)
- Annularia Hochst. (1841), nom. illeg.
- Cyclostigma Hochst. ex Endl. (1842), nom. illeg.
- Piptolaena Harv. (1842)
- Pootia Miq. (1857)

## Виды
По информации базы данных The Plant List, род включает 14 видов:
- Voacanga africana Stapf ex Scott-Elliot — Воаканга африканская
- Voacanga bracteata Stapf
- Voacanga caudiflora Stapf
- Voacanga chalotiana Pierre ex Stapf
- Voacanga foetida (Blume) Rolfe
- Voacanga globosa (Blanco) Merr.
- Voacanga gracilipes (Miq.) Markgr.
- Voacanga grandifolia (Miq.) Rolfe
- Voacanga havilandii Ridl.
- Voacanga megacarpa Merr.
- Voacanga obcura K. Schum.
- Voacanga pachyceras Leeuwenb.
- Voacanga psilocalyx Pierre ex Stapf
- Voacanga thouarsii Roem. & Schult.